# 13963 Euphrates
13963 Euphrates eller 1991 PT4 är en asteroid i huvudbältet som upptäcktes den 3 augusti 1991 av den belgiske astronomen Eric W. Elst vid La Silla-observatoriet. Den är uppkallad efter floden Eufrat.
Den tillhör asteroidgruppen Griqua.